# Q-模拟
在数学里，尤其是组合数学和特殊函数领域，一个定理、等式或者表达式的q-模拟是指在引入一个新的参数q后当q→1时原定理、等式或表达式的极限。最早地研究得较为深入的q-模拟是 19世纪被引入的基本超几何级数。
q-模拟在包括分形、多重分形, 混沌动力系统的熵表达在内的多个研究领域都有应用。另外，在量子群 和 q-变形 代数的研究中也有应用。
"经典" q-模拟开始于莱昂哈德·欧拉的研究工作，后来由F. H. Jackson 以及其他人所扩展。

## "经典"q-理论
经典 q-理论开始于非负整数的q-模拟。  等式
{\displaystyle \lim _{q\rightarrow 1}{\frac {1-q^{n}}{1-q}}=n}
表示定义n的q-模拟为
{\displaystyle [n]_{q}={\frac {1-q^{n}}{1-q}}=1+q+q^{2}+\ldots +q^{n-1}.}
阶乘的q-模拟，称作q-阶乘，被定义为

{\displaystyle {\big [}n]_{q}!}
{\displaystyle =[1]_{q}\cdot [2]_{q}\cdots [n-1]_{q}\cdot [n]_{q}}
{\displaystyle ={\frac {1-q}{1-q}}\cdot {\frac {1-q^{2}}{1-q}}\cdots {\frac {1-q^{n-1}}{1-q}}\cdot {\frac {1-q^{n}}{1-q}}}
{\displaystyle =1\cdot (1+q)\cdots (1+q+\cdots +q^{n-2})\cdot (1+q+\cdots +q^{n-1}).}

[n]q! 表示逆序对的数目。如果 inv(w)表示全排列w 的逆序对，Sn表示n全排列的集合, 则有
{\displaystyle \sum _{w\in S_{n}}q^{{\text{inv}}(w)}=[n]_{q}!.}
特别地, 当取极限{\displaystyle q\rightarrow 1}时就得到一般的阶乘公式。  
根据q-阶乘, 可以定义 q-二项式系数, 也被称作高斯系数, 高斯多项式, 或高斯二项式系数:
{\displaystyle {\binom {n}{k}}_{q}={\frac {[n]_{q}!}{[n-k]_{q}![k]_{q}!}}.}

q-指数定义为:
{\displaystyle e_{q}^{x}=\sum _{n=0}^{\infty }{\frac {x^{n}}{[n]_{q}!}}.}

### 组合q-模拟
高斯二项式系数计算一个有限维向量空间的子空间数。令q表示一个有限域里的元素数目，则在q元有限域上n维向量空间的k维子空间数等于
{\displaystyle {\binom {n}{k}}_{q}.}
当q等于1时, 得到二项式系数
{\displaystyle {\binom {n}{k}}.}